# Nina Alexandrowna Grusinzewa
Nina Alexandrowna Grusinzewa (russisch Нина Александровна Грузинцева; * 7. April 1934 in Leningrad; † 17. Oktober 2021 in Weliki Nowgorod, Russland) war eine sowjetische Kanutin.

## Leben
Nina Grusinzewa wurde in Leningrad geboren, zog jedoch während ihrer Kindheit nach Weliki Nowgorod. Dort half sie nach dem Zweiten Weltkrieg beim Wiederaufbau der Stadt. Sie arbeitete bereits während ihrer Schulzeit in einem Sägewerk und begann im Alter von 15 Jahren mit dem Kanusport.
1955 gewann sie im Zweier-Kajak über 500 Meter ihren ersten von 18 sowjetischen Meistertiteln. 1957 wurde sie in Gent Europameisterin in der gleichen Klasse. Ein Jahr später wurde sie zusammen mit Marija Schubina ebenfalls im K-2 über 500 m Weltmeisterin und gewann Silber bei der EM im Folgejahr. 1961 konnte Grusinzewa bei den Weltmeisterschaften zwei Goldmedaillen und eine Silbermedaille gewinnen. Bei den Olympischen Sommerspielen 1964 in Tokio belegte sie zusammen mit Antonina Seredina im K-2 über 500 m den vierten Platz.